# Épületirányító rendszer
Épületirányító rendszernek nevezik az épített környezet kényelme biztosítására és az üzemeltetési ráfordítások optimalizálására szolgáló, az épület számos pontján elhelyezett, egymással informatikai kapcsolatban álló eszközök rendszerét (angolul: Building Management System – BMS, németül: Gebäudeleittechnik – GLT).
A korszerű épületekben alapkövetelmény a digitális alállomásokból, lokális szabályozók vezetékes vagy vezeték nélküli hálózatából, szerverekből és munkaállomásokból felépített épületirányító rendszer. Feladata, hogy a gépészeti (köztük a vízellátás, fűtés/hűtés, szellőztetés és légkondicionálás), biztonsági, tűz- és árvédelmi, világító (és vészvilágító) stb. rendszereket, berendezéseket ellenőrizze és automatikusan irányítsa. Intelligens épületről beszélünk, ha épületirányító rendszerét úgy alakították ki, hogy az széles körben információkat gyűjt, és ezekre alapozva alkalmas tetszőleges automatikus eljárás beprogramozására, ezek ellenőrzését lehetővé tévő automatikus mérési jegyzőkönyvek (grafikonok, elemzések) elkészítésére.